# Gotlandhuhn
Das Gotlandhuhn (schwedisch Gotlandshöna) ist eine schwedische Landrasse, die von zwei Herden auf Fårö abstammt. Wie viele andere Landhuhnrassen, wurde sie in den 1970er Jahren durch Einkreuzung von Legerassen fast vollständig ausgerottet. Der Stammbaum stammt wahrscheinlich aus dem Osten Schwedens, im Gegensatz zu den anderen schwedischen Landhühnern, die aus dem Westen stammen. Die Rasse hat den offiziellen Landrassenstatus und wird vom schwedischen Lanthönsklubben im Auftrag des schwedischen Landwirtschaftsministeriums als Genbank erhalten.